# بطولة الملاكمة الإفريقية للهواة 2017
بطولة الملاكمة الأفريقية للهواة 2017 هي النسخة ال18 لبطولة أفريقيا في الملاكمة هواة المقامة في برازافيل في جمهورية الكونغو في الفترة من 18 إلى 25 يونيو 2017. تضمنت البطولة 10 منافسات للرجال مقابل 8 للسيدات بمجموع 40 ميدالية مؤهلة.
تعتبر مسابقة الرجال مؤهلة لبطولة العالم للملاكمة هواة.
تهيمن الكاميرون على البطولة ب6 ألقاب.